# Liste der Kreisstraßen im Landkreis Rhön-Grabfeld
Die Liste der Kreisstraßen im Landkreis Rhön-Grabfeld ist eine Auflistung der Kreisstraßen im bayerischen Landkreis Rhön-Grabfeld mit deren Verlauf.

## Abkürzungen
- HAS: Kreisstraße im Landkreis Haßberge
- KG: Kreisstraße im Landkreis Bad Kissingen
- NES: Kreisstraße im Landkreis Rhön-Grabfeld
- St: Staatsstraße in Bayern
- SW: Kreisstraße im Landkreis Schweinfurt

## Liste
Nicht vorhandene bzw. nicht nachgewiesene Kreisstraßen werden in Kursivdruck gekennzeichnet, ebenso Straßen und Straßenabschnitte, die unabhängig vom Grund (Herabstufung zu einer Gemeindestraße oder Höherstufung) keine Kreisstraßen mehr sind.
Der Straßenverlauf wird in der Regel von Nord nach Süd und von West nach Ost angegeben.
| Nr. NES | Verlauf |
| ------- | --- |
| NES 1   | NES 2 – Keltenradweg – NES 2 – Herbstadt – St 2282 |
| NES 2   | St 2282 in Kleinbardorf – Großeibstadt – NES 42 – Aubstadt – NES 4 – St 2275 – Ottelmannshausen – NES 1 – Herbstadt – NES 1 – Breitensee – St 2283 |
| NES 3   | Bad Neustadt an der Saale – St 2445 – Herschfeld – NES 20 – Rödelmaier – NES 20 – Eichenhausen – |
| NES 4   | St 2280 – Aubstadt – St 2282 |
| NES 5   | – Hollstadt – Junkershausen – St 2429 – Wargolshausen – Waltershausen – NES 6 – St 2280 |
| NES 6   | St 2429 in Wülfershausen an der Saale – NES 5 in Waltershausen |
| NES 7   | – Schönau an der Brend – Burgwallbach – NES 8 – |
| NES 8   | NES 7 in Kollertshof – NES 51 – Windshausen – Leutershausen – NES 21 – Brendlorenzen – St 2292/St 2445 in Bad Neustadt an der Saale |
| NES 9   | St 2292/St 2445 in Bad Neustadt an der Saale – NES 15 |
| NES 10  | – NES 53 – Bischofsheim in der Rhön – Ferienzentrum Osterburg – NES 25 – Kloster Kreuzberg |
| NES 11  | St 2288 – NES 12 – Roth – Stetten – NES 27 – in Nordheim vor der Rhön |
| NES 12  | NES 11 – St 2289 in Urspringen |
| NES 13  | St 2288 – Ginolfs – Weisbach – NES 16 |
| NES 14  | – Lebenhan – St 2292 – Wollbach (– Abzweig zur St 2292) – St 2445 in Heustreu |
| NES 15  | St 2445 – NES 18 – Salz bei Bad Neustadt an der Saale – NES 9 – Löhrieth – Landkreisgrenze – (KG 2 im Landkreis Bad Kissingen) |
| NES 16  | St 2289 in Sondernau – NES 13 – in Wegfurt |
| NES 17  | St 2292 in Unterebersbach – Oberebersbach – Niederlauer – St 2445 |
| NES 18  | NES 15 in Salz bei Bad Neustadt an der Saale – Strahlungen – Landkreisgrenze – (KG 14 im Landkreis Bad Kissingen) |
| NES 19  | St 2267 – Langenleiten – St 2290 |
| NES 20  | NES 3 in Herschfeld – Dürrnhof – NES 3 in Rödelmaier |
| NES 21  | NES 8 in Leutershausen – Hohenroth – NES 52 – St 2292/St 2445 in Bad Neustadt an der Saale |
| NES 22  | Rödles – NES 40 – Braidbach – Geckenau – St 2286/St 2292 |
| NES 23  | St 2289 in Oberelsbach – NES 27 – Oberwaldbehrungen – Unterwaldbehrungen – St 2292 |
| NES 24  | St 2289 in Sondernau – St 2286 in Unterelsbach |
| NES 25  | St 2289 – Landkreisgrenze – (KG 22 im Landkreis Bad Kissingen) – Landkreisgrenze – NES 10 |
| NES 26  | St 2288 – Rhönhof – NES 27 – Hausen – NES 28 – |
| NES 27  | St 2265 in Leubach – St 2288 – Rüdenschwinden – NES 26 – Hausen – NES 28 – Stetten – NES 11 – Sondheim vor der Rhön – St 2289 – NES 34 – NES 23 – Oberwaldbehrungen – Unterwaldbehrungen – St 2286 in Simonshof                                                                                  |
| NES 28  | in Fladungen – NES 26 – NES 27 in Stetten |
| NES 30  | NES 31 in Fladungen – Sands – NES 32 |
| NES 31  | /St 2288 in Fladungen – NES 30 – Brüchs – Weimarschmieden – Unterfilke – Willmars – NES 32 – NES 33 – |
| NES 32  | in Nordheim vor der Rhön – Neustädtles – NES 30 – Willmars – NES 31 – Landesgrenze – (K 2522 im Landkreis Schmalkalden-Meiningen, Thüringen) |
| NES 33  | NES 31 – Völkershausen |
| NES 34  | NES 27 – in Ostheim vor der Rhön |
| NES 35  | in Ostheim vor der Rhön – St 2292 |
| NES 36  | St 2445 – Mühlfeld |
| NES 37  | St 2445 in Mellrichstadt – Sondheim im Grabfeld – NES 39 – Landesgrenze – (K 2529 im Landkreis Schmalkalden-Meiningen, Thüringen) |
| NES 39  | St 2292 in Frickenhausen – Oberstreu – St 2445 – Bahra – St 2429 – Hendungen – St 2275 – NES 37 in Sondheim im Grabfeld |
| NES 40  | Reyersbach – NES 22 – Braidbach – St 2292 in Wollbach |
| NES 41  | (L 3029 in Thüringen) – Landesgrenze – St 2275 in Irmelshausen |
| NES 42  | NES 2 in Großeibstadt – Kleineibstadt – St 2280 – St 2282 in Großbardorf |
| NES 43  | St 2282 – Althausen – NES 44 – Sambachshof – St 2280 in Sulzfeld |
| NES 44  | NES 43 in Althausen – St 2275 |
| NES 45  | – Alsleben – St 2283 – Landesgrenze – (K 503 im Landkreis Hildburghausen, Thüringen) |
| NES 46  | St 2275 in Gabolshausen – Untereßfeld – Obereßfeld – St 2283 – Sternberg im Grabfeld – NES 47 – Zimmerau – Landesgrenze – (K 502 im Landkreis Hildburghausen, Thüringen) |
| NES 47  | St 2283 – Sternberg im Grabfeld – NES 46 – Zimmerau – Schwanhausen – in Sulzdorf an der Lederhecke |
| NES 48  | – Serrfeld – Landkreisgrenze – (HAS 39 im Landkreis Haßberge) |
| NES 49  | (SW 32 im Landkreis Schweinfurt) – Landkreisgrenze – ohne Abzweig einer klassifizierten Straße – Landkreisgrenze – (SW 32 im Landkreis Schweinfurt) – Landkreisgrenze – ohne Abzweig einer klassifizierten Straße – Landkreisgrenze – (HAS 38 im Landkreis Haßberge) – Landkreisgrenze – St 2275 |
| NES 50  | St 2280 – Leinach |
| NES 51  | St 2288 in Schmalwasser – NES 8 in Windshausen |
| NES 52  | NES 21 in Hohenroth – St 2292 |
| NES 53  | – Frankenheim – NES 10 – Bischofsheim in der Rhön – St 2288 – Unterweißenbrunn – |
| NES 54  | (KG 21 im Landkreis Bad Kissingen) – Landkreisgrenze – Burglauer – St 2445 |

## Quelle
OpenStreetMap: Landkreis Rhön-Grabfeld – Landkreis Rhön-Grabfeld im OpenStreetMap-Wiki